# Macromutación
La mayoría de los biólogos cree que la adaptación ocurre mediante la acumulación de pequeñas mutaciones. Sin embargo, se ha sugerido una alternativa a este proceso llamada macromutación, que esencialmente se da cuando una mutación a gran escala produce un carácter. En general esta teoría no recibe mucha atención como explicación principal de la adaptación, ya que se considera más probable que una mutación de esta escala sea perjudicial en lugar de beneficiosa. Sin embargo, las macromutaciones parecen ser la única explicación para diferencias como el número de segmentos corporales de los artrópodos.